# 洪鏡揚
洪镜扬（18世纪？—1848年），广东广州府花县（今广东省广州市花都区）人，清朝人物，太平天国天王洪秀全的父亲。
洪镜扬是当地中等农户，据说公正有才能，为族人推戴做父老，并担任邻近各村公举做保正，处理族中和农村有并公众的事务。他在金田起义前三年的道光二十八年（1848年）去世，没有见到他儿子创立太平天国。他原配王氏，续娶李氏。《洪氏宗谱》记载，洪秀全和两个哥哥都是王氏所生，洪仁玕所述的《太平天国起义记》中，洪镜扬的原配、洪秀全的母亲姓朱氏，李秀成自述说，洪仁发、洪仁达是王氏所生，洪秀全是李氏所生。

## 子孙
- 长子：洪仁发
- 次子：洪仁达
- 长女：洪凤（又叫洪辛英）
- 三子：洪仁坤（洪秀全）
  - 孙：洪天貴福，幼天王
  - 孙：洪天曾（1852－1853），夭折
  - 孙：洪天明，明王
  - 孙：洪天光，光王
  - 孙：洪天佑，幼东王